# مسجد دیح لری
مسجد دیح لری مربوط به سده‌های میانه دوران‌های تاریخی پس از اسلام است و در شهرستان ملکان، بخش مرکزی، دهستان گاو دول غربی، جنوب غرب روستای یولقونلوی قدیم واقع شده و این اثر در تاریخ ۲۷ بهمن ۱۳۸۷ با شمارهٔ ثبت ۲۴۷۷۳ به‌عنوان یکی از آثار ملی ایران به ثبت رسیده است.